# Каширов, Анатолий Андреевич
Анатолий Андреевич Каширов (англ. Anatoly Kashirov) родился 19 мая 1987 года в городе Москве, СССР — бывший российский профессиональный баскетболист, играющий на позиции центрового. Учился в Институте экономики и предпринимательства (ИНЭП) в городе Москве. Мастер спорта России.

## Карьера

### Клубная карьера
Анатолий Каширов основы баскетбола получал в известной московской детско-юношеской спортивной школе олимпийского резерва «Тринта» (первый тренер — Соцков В. И.). По её окончании Анатолий мог уехать в NCAA, но выбрал БК ЦСКА (Москва).
Первые два сезона он выступал за молодёжную команду ЦСКА (Москва). С начала сезона 2005/2006 годов Этторе Мессина начал привлекать Анатолия Каширова к тренировкам с основной командой, выпуская на короткое время в некоторых матчах российской Суперлиги А, Евролиги, Кубке России. С сезона 2006/2007 у него добавились выступления в Высшая лига А.
Летом 2007 года Анатолий провёл в тренировочном лагере Рибок в Италии Тогда же он продлил свой контракт с ПБК ЦСКА до 2012 года.
Анатолий Каширов к окончанию сезона 2007/2008 не смог закрепиться в составе ПБК ЦСКА (Москва). У него в передней линии в «ПБК ЦСКА (Москва)» в указанном сезоне были следующие конкуренты: Алексей Саврасенко, Томас Ван Ден Шпигель, Дэвид Андерсен, Маркус Гори, Артём Забелин. Андрей Ватутин и Этторе Мессина приняли решение отдать Анатолия в аренду. «ПБК ЦСКА (Москва)» перед началом сезона 2008/2009 обновил игроков передней линии. Кроме Каширова команду покинули Дэвид Андерсен, Маркус Гори и Томас Ван Ден Шпигел. В «ПБК ЦСКА (Москва)» пришли Александр Каун, Теренс Моррис и Эразем Лорбек.
За «Спартак (Санкт-Петербург)» Анатолий Каширов выступал до 23 января 2009 года. В начале 2009 года «Спартак (Санкт-Петербург)» подписал Алексея Саврасенко, который покинул «ПБК ЦСКА (Москва)» в ходе сезона. С 29 января 2009 года Каширов и до конца сезона выступал за БК «Университет» (Сургут).
В сентябре 2009 года по взаимной договоренности ПБК ЦСКА (Москва) и Каширов расторгли договор и Анатолий подписал контракт на один сезон с «Миттельдетчер» (Германия).
29 декабря 2009 года в интервью Анатолий прокомментировал своё решение играть в баскетбольной бундеслиге:

Вы знаете, в связи с уменьшением количества клубов в этом сезоне стало меньше рабочих мест внутри России. Это, конечно, очень сильно сказалось. Плюс хотелось пожить в Европе, получить побольше игровой практики… В России выступают очень хорошие легионеры, собрана очень сильная лига — получить столько игрового времени, сколько у меня сейчас есть в Германии, я бы, наверное, не смог. В любом клубе суперлиге А. Ехать в суперлигу Б мне не хотелось. Когда появился вариант поехать в Германию, я согласился. Здесь хорошая лига.— Анатолий Каширов
Анатолий Каширов в составе «Миттельдетчера» провёл все 34 игры. Был участником матча всех звезд чемпионата Германии по баскетболу в сезоне 2009/2010.
29 июня 2010 года Анатолий заключил контракт на год с «Волтер Тайгерс» из Тюбингена.
26 апреля 2011 года Анатолий Каширов подписал контракт с греческим клубом «Арис» на период плей-оффа. Команда заняла 4-е место в чемпионате Греции по баскетболу 2011.
2 июня 2011 года стало известно, что Анатолий Каширов и «Спартак (Санкт-Петербург)» заключили двухлетний контракт.
11 октября 2011 года вместе со «Спартаком» из Санкт-Петербурга дебютировал в Единой лиге ВТБ в домашнем матче против «ЦСКА». 11 очков Анатолия Каширова помогли хозяевам выиграть со счетом 83 на 81. Вместе с клубом вышел в 1/4 финала, где в серии до 2-х побед Локомотив-Кубань была сильней.
В этом же сезоне Спартак был участником финала четырёх Кубка Европы 2011/2012, где уступил в обоих матчах. В Финале четырёх Кубка России Спартак сложил чемпионские полномочия и занял третье место. По итогам чемпионата России команда заняла шестое место.
Летом 2012 году вместе с Андреем Батычко, Сами Долматовым, Дарьей Мельниковой и Антоном Понкрашовым принимал участие в съемке клипа «Любовь над облаками» (режиссёр Андрей Батычко) в поддержку благотворительного фонда «Кто, если не я?».
Летом 2012 года самостоятельно подготавливался к сезону в Москве и в Хорватии. На первых тренировках «Спартака» в августе в Санкт-Петербурге проводил разминку игроков клуба вместо тренера по ОФП Георгия Артемьева, который был в составе сборной России на Олимпийских играх 2012.
13 октября 2012 года вместе с Никитой Курбановым провели мастер-класс для учащихся СДЮШОР Центрального района Санкт-Петербурга.
3 ноября 2012 было официально объявлено, что Анатолию Каширову предстоит операция из-за травмы левого плеча и он пропустит часть сезона 2012/2013.14 ноября ему была сделана операция в Финляндии.
В этом же сезоне Спартак уступил в четвертьфинале Кубка Европы 2012/2013. В Единой лига ВТБ клуб из Санкт-Петербурга в одной восьмой финала проиграл «Нижнему Новгороду». В Финале четырёх Кубка России Спартак уступил в решающем матче «Красным крыльям» и занял второе место. По итогам чемпионата России команда заняла третье место.
Перед подписанием контракта с латвийским клубом «Вентспилс» Анатолий Каширов в межсезонье тренировался с основной и молодёжными командами ЦСКА (Москва). Сыграв несколько матчей за «Вентспилс» Анатолий воспользовался опцией контракте и прекратил выступать за латвийский клуб. 27 ноября стало известно, что он будет выступать за немецкий баскетбольный клуб «Тюбинген Тайгерс».
2 декабря 2015 года Каширов был внесен в заявку российского клуба «Химки» для участия в чемпионатах Евролиги и Единой Лиги ВТБ.
12 марта 2016 года стал вновь игроком Спартака из Санкт-Петербурга, который выступает в Суперлиге-2. В первом матче сезона за клуб набрал 10 очков и сделал 4 подбора. 25 апреля 2016 года стал чемпионом Суперлиге-2 в составе Спартака.
14 сентября 2016 года подписал контракт с литовским клубом «Дзукия».

### Выступления за сборную России
В составе молодёжной сборной не старше 18 лет (главный тренер Игорь Королев) занял 5-е место на чемпионате Европы 2005.
В составе молодёжной сборной не старше 20 лет (главный тренер Евгений Пашутин) занял 10-е место на чемпионате Европы 2006.
В составе молодёжной сборной не старше 20 лет (главный тренер Андрей Мальцев) занял 4-е место на чемпионате Европы 2007.
Летом 2009 года Анатолий Каширов выступал за сборную Россию по баскетболу (главный тренер Сергей Белов) на Всемирных Студенческих Игр в Белграде, которая заняла 2-е место.
Анатолий Каширов был участником первого сбора, который проходил с 15 по 25 июня 2010 года в Новогорске, в рамках подготовки к чемпионату мира по баскетболу 2010.
Анатолий Каширов должен был участвовать в первом сборе, который проходил с 27 июня по 03 июля 2011 года в рамках подготовки к чемпионату Европы по баскетболу 2011. Позже он начал подготовку и участвовал во Всемирных Студенческих Игр в Шэньчжэне, где сборная Россия по баскетболу (главный тренер Евгений Пашутин) заняла 4-е место.

## Статистика

### Сборная России
| ЧЕ 2005 (до 18) | 8 | 16:40 | 21/38 | 55.3 | 21/37 | 56.8 | 0/1 | 0.0 | 10/16 | 62.5 | 2.3 | 2.1 | 4.4 | 0.1 | 1.0 | 0.6 | 0.5 | 2.9 | 52 | 6.5 |
| ЧЕ 2006 (до 20) | 8 | 14:50 | 19/35 | 54.3 | 19/35 | 54.3 | 0/0 | 0.0 | 12/20 | 60.0 | 1.4 | 1.3 | 2.7 | 0.4 | 1.0 | 0.3 | 0.6 | 1.8 | 50 | 6.3 |
| ЧЕ 2007 (до 20) | 8 | 10:30 | 11/27 | 40.7 | 11/27 | 40.7 | 0/0 | 0.0 | 7/10  | 70.0 | 0.9 | 0.9 | 1.8 | 0.3 | 1.1 | 0.4 | 0.0 | 1.6 | 29 | 3.6 |
| Наведите курсор мыши на аббревиатуры в заголовке таблицы, чтобы прочесть их расшифровку. Данные на 2 августа 2011. |   |       |       |      |       |      |     |     |       |      |     |     |     |     |     |     |     |     |    |     |

Источник: сайт ФИБА-Европы

### Универсиада
| Летняя Универсиада 2009                                                                                             | Сборная России | 2 | ?    | 2.0 | 33.3 | 0.0 | 100.0 | 0.5 | 0.0 | 3.0 | 0.5 | 0.5 | ?   |
| Летняя Универсиада 2011                                                                                             | Сборная России | 8 | 17.5 | 9.9 | 66.7 | 0.0 | 73.1  | 4.9 | 0.8 | 2.6 | 1.3 | 0.3 | 2.0 |
| Наведите курсор мыши на аббревиатуры в заголовке таблицы, чтобы прочесть их расшифровку. Данные на 22 августа 2011. |                |   |      |     |      |     |       |     |     |     |     |     |     |

Источник: сайт eurobasket.com

### Российские соревнования

#### Кубок России
| Кубок России 2003/04                                                                                            | мол. команда ЦСКА (Москва) | 5 | 2.2 | 100.0 | 0.0 | 60.0 | 0.2 | 0.2 | 0.0 | 1.0 | 0.6 | 0.6 | 1.4 | 6.06  |
| Кубок России 2004/05                                                                                            | мол. команда ЦСКА (Москва) | 3 | 5.7 | 40.0  | 0.0 | 55.0 | 0.7 | 0.3 | 1.0 | 3.6 | 1.0 | 2.0 | 2.3 | 16.17 |
| Кубок России 2005/06                                                                                            | ПБК ЦСКА (Москва)          | 6 | 4.0 | 39.0  | 0.0 | 47.0 | 0.0 | 0.2 | 0.0 | 3.3 | 0.7 | 2.2 | 2.2 | 11.24 |
| Кубок России 2006/07                                                                                            | ПБК ЦСКА (Москва)          | 3 | 4.3 | 60.0  | 0.0 | 49.0 | 0.3 | 0.7 | 0.3 | 2.0 | 0.7 | 0.7 | 1.7 | 7.33  |
| Кубок России 2007/08                                                                                            | ПБК ЦСКА (Москва)          | 3 | 4.7 | 46.0  | 0.0 | 33.0 | 0.0 | 0.0 | 0.0 | 4.0 | 0.3 | 1.3 | 2.7 | 11.12 |
| Кубок России 2008/09                                                                                            | Спартак (СПб)              | 2 | 2.0 | 33.3  | 0.0 | 0.0  | 0.0 | 0.0 | 0.0 | 0.0 | 0.0 | 0.5 | 0.5 | 2.58  |
| Кубок России 2011/12                                                                                            | Спартак (СПб)              | 6 | 8.8 | 55.0  | 0.0 | 60.0 | 0.8 | 0.7 | 0.3 | 3.0 | 1.8 | 2.2 | 4.0 | 15.32 |
| Кубок России 2012/13                                                                                            | Спартак (СПб)              | 2 | 9.5 | 47.1  | 0.0 | 50.0 | 0.0 | 0.5 | 0.5 | 3.0 | 1.5 | 2.5 | 4.5 | 21.08 |
| Наведите курсор мыши на аббревиатуры в заголовке таблицы, чтобы прочесть их расшифровку. Данные на 10 мая 2013. |                            |   |     |       |     |      |     |     |     |     |     |     |     |       |

#### Чемпионат России
| Чемпионат России 2005/06                                                                                           | ПБК ЦСКА (Москва)         | 5  | 1.6 | 28.0 | 0.0  | 80.0  | 0.4 | 0.0 | 0.0 | 2.2 | 0.8 | 0.6 | 0.6 | 4.03  |
| Чемпионат России 2006/07                                                                                           | ПБК ЦСКА (Москва)         | 20 | 3.8 | 50.9 | 0.0  | 57.1  | 0.1 | 0.3 | 0.2 | 1.8 | 0.7 | 1.1 | 1.2 | 6.53  |
| Чемпионат России 2007/08                                                                                           | ПБК ЦСКА (Москва)         | 15 | 4.0 | 64.7 | 0.0  | 64.0  | 0.1 | 0.3 | 0.3 | 2.1 | 0.9 | 1.3 | 1.4 | 7.53  |
| Чемпионат России 2008/09                                                                                           | Спартак (СПб)             | 7  | 1.7 | 28.6 | 0.0  | 80.0  | 0.1 | 0.3 | 0.0 | 1.6 | 0.1 | 0.7 | 2.4 | 9.09  |
| Чемпионат России 2008/09                                                                                           | БК «Университет» (Сургут) | 12 | 3.3 | 52.0 | 0.0  | 82.4  | 0.2 | 0.2 | 0.3 | 1.6 | 0.8 | 0.9 | 1.6 | 7.54  |
| Чемпионат России 2011/12                                                                                           | Спартак (СПб)             | 21 | 5.5 | 52.2 | 0.0  | 70.0  | 0.7 | 0.3 | 0.3 | 2.1 | 0.9 | 1.2 | 2.5 | 11.19 |
| Чемпионат России 2012/13                                                                                           | Спартак (СПб)             | 5  | 2.4 | 46.2 | 0.0  | 0.0   | 0.4 | 0.2 | 0.0 | 1.6 | 0.8 | 0.4 | 2.0 | 8.44  |
| Суперлига 2015/2016 (1 дивизион)                                                                                   | Химки-Подмосковье         | 1  | 5.0 | 40.0 | 0.0  | 100.0 | 0.0 | 0.0 | 0.0 | 1.0 | 1.0 | 1.0 | 1.0 | 15.08 |
| Суперлига 2015/2016 (2 дивизион)                                                                                   | Спартак (СПб)             | 14 | 8.0 | 52.5 | 50.0 | 80.0  | 1.3 | 0.4 | 0.4 | 4.6 | 2.0 | 3.1 | 2.6 | 21.43 |
| Наведите курсор мыши на аббревиатуры в заголовке таблицы, чтобы прочесть их расшифровку. Данные на 26 апреля 2016. |                           |    |     |      |      |       |     |     |     |     |     |     |     |       |

### Европейские национальные чемпионаты
| Чемпионат Германии 2009/10                                                                                      | Миттельдетчер    | 34 | 22.08 | 12.0 | 52.1 | 0.0  | 72.7 | 4.1 | 0.9 | 2.5 | 0.5 | 0.3 | 2.3 |
| Чемпионат Германии 2010/11                                                                                      | Волтер Тайгерс   | 34 | 24.26 | 13.0 | 54.8 | 0.0  | 70.8 | 5.3 | 0.7 | 3.2 | 0.9 | 0.3 | 1.7 |
| Чемпионат Греции 2010/11                                                                                        | Арис             | 11 | 11.08 | 5.5  | 42.6 | 0.0  | 83.3 | 2.6 | 0.1 | 2.3 | 0.2 | 0.5 | 0.6 |
| Чемпионат Германии 2013/14                                                                                      | Тюбинген Тайгерс | 17 | 20.5  | 9.8  | 50.8 | 0.0  | 71.2 | 4.4 | 1.1 | 1.9 | 1.0 | 0.4 | 1.1 |
| Чемпионат Германии 2014/15                                                                                      | Тюбинген Тайгерс | 32 | 15.0  | 6.6  | 49.4 | 50.0 | 79.6 | 3.2 | 0.9 | 2.7 | 0.5 | 0.4 | 0.8 |
| Чемпионат Литвы 2016/17                                                                                         | Дзукия           | 39 | 22.7  | 10.2 | 45.4 | 0.0  | 66.3 | 5.1 | 1.1 | 2.5 | 0.5 | 0.4 | 1.5 |
| Чемпионат Литвы 2017/18                                                                                         | Дзукия           | 35 | 17.1  | 8.1  | 52.1 | 37.5 | 61.3 | 3.1 | 0.9 | 2.9 | 0.2 | 0.4 | 1.1 |
| Наведите курсор мыши на аббревиатуры в заголовке таблицы, чтобы прочесть их расшифровку. Данные на 31 мая 2018. |                  |    |       |      |      |      |      |     |     |     |     |     |     |

### Европейские клубные соревнования
| Евролига 2005/06                                                                                                   | ПБК ЦСКА (Москва) | 5  | 4.03 | 1.4 | 42.0 | 0.0 | 100.0 | 1.2 | 0.0 | 0.4 | 0.0 | 0.0 | 0.8 |
| Евролига 2006/07                                                                                                   | ПБК ЦСКА (Москва) | 3  | 2.35 | 0.7 | 33.0 | 0.0 | 0.0   | 0.3 | 0.3 | 0.3 | 0.3 | 0.0 | 0.0 |
| Евролига 2007/08                                                                                                   | ПБК ЦСКА (Москва) | 8  | 4.26 | 1.9 | 66.0 | 0.0 | 75.0  | 0.9 | 0.0 | 0.4 | 0.1 | 0.3 | 0.1 |
| Кубок Европы 2011/12                                                                                               | Спартак (СПб)     | 13 | 7.46 | 4.1 | 49.0 | 0.0 | 45.5  | 2.1 | 0.2 | 1.7 | 0.3 | 0.2 | 0.3 |
| Единая лига ВТБ 2011/12                                                                                            | Спартак (СПб)     | 17 | 9.32 | 3.9 | 41.4 | 0.0 | 64.3  | 1.8 | 0.4 | 2.1 | 0.1 | 0.4 | 1.2 |
| Единая лига ВТБ 2012/13                                                                                            | Спартак (СПб)     | 7  | 4.43 | 2.1 | 38.9 | 0.0 | 100.0 | 0.7 | 0.0 | 1.1 | 0.1 | 0.0 | 0.3 |
| Кубок Вызова 2013/14                                                                                               | Вентспилс         | 3  | 5.3  | 4.7 | 50.0 | 0.0 | 75.0  | 1.0 | 0.0 | 0.7 | 0.0 | 0.0 | 0.7 |
| Балтийская лига 2013/14                                                                                            | Вентспилс         | 3  | 9.3  | 3.3 | 45.5 | 0.0 | 0.0   | 2.0 | 0.0 | 3.3 | 0.0 | 0.0 | 1.7 |
| Наведите курсор мыши на аббревиатуры в заголовке таблицы, чтобы прочесть их расшифровку. Данные на 27 ноября 2013. |                   |    |      |     |      |     |       |     |     |     |     |     |     |

## Достижения
- Двукратный победитель молодёжного турнира Евролиги в составе молодёжного ЦСКА в сезонах 2003/2004 и 2004/2005.
- Двукратный чемпион ДЮБЛ в составе молодёжного ЦСКА в сезонах 2003/2004 и 2004/2005.
- Двукратный обладатель Кубка России : 2006, 2007.
- Двукратный финалист Кубка России : 2008, 2013
- Двукратный чемпион Евролиги : 2005/2006, 2007/2008.
- Трёхкратный чемпион России : 2005/2006, 2006/2007, 2007/2008.
- Бронзовый призёр чемпионата России : 2013.
- Чемпион Суперлиги. Второй дивизион: 2015/2016
- Серебряный призёр XXV Всемирных Студенческих Игр в 2009 году в соревнованиях баскетболистов
- Участник Матча всех звёзд чемпионата Германии по баскетболу в сезоне 2009/2010.